# Crni Vrh (Knjaževac)
Crni Vrh (em cirílico: Црни Врх) é uma vila da Sérvia localizada no município de Knjaževac, pertencente ao distrito de Zaječar, na região de Timočka Krajina. A sua população era de 87 habitantes segundo o censo de 2011.

## Demografia
| 1948 | 1953 | 1961 | 1971 | 1981 | 1991 | 2002 | 2011 |
| ---- | ---- | ---- | ---- | ---- | ---- | ---- | ---- |
| 1325 | 1303 | 1243 | 805  | 383  | 225  | 133  | 87   |